# جسم هدبي
الجسم الهدبي (بالإنجليزية: Ciliary body)‏ هو جزء من العين يشمل العضلة الهدبية التي تسيطر على شكل العدسة والظهارة الهدبية التي تنتج الخلط المائي. ويوجد الجسم الزجاجي في الجزء غير المصبوغ من الجسم الهدبي، والجسم الهدبي هو جزء من العنبية، وطبقة الأنسجة التي توفر الأكسجين والمواد المغذية إلى أنسجة العين. ويصل الجسم الهدبي الحاشية المشرشرة للمشيمية بجذر القزحية.

## التركيب
الجسم الهدبي هو سماكة نسيجية على شكل حلقة داخل العين تفصل غرفة العين الخلفية عن الجسم الزجاجي، ويحتوي على العضلة الهدبية، والأوعية، والأنسجة الضامة الليفية. وتسمى الطيات الموجودة على الظهارة الهدبية الداخلية "النواتئ الهدبية"، التي تفرز الخلط المائي في الغرفة الخلفية، ثم يتدفق الخلط المائي من خلال الحدقة إلى الغرفة الأمامية.
ويتصل الجسم الهدبي بالعدسة بواسطة النسيج الضام المسمى بألياف زن، ويضع استرخاء العضلة الهدبية توتر على هذه الألياف ويغير شكل العدسة من أجل تركيز الضوء على الشبكية.
الطبقة الداخلية شفافة وتغطي الجسم الزجاجي، وهي مستمرة من النسيج العصبي للشبكية، بينما الطبقة الخارجية شديدة الصباغ ومستمرة مع ظهارة الشبكية المصبوغة، وتشكل خلايا العضلة الموسعة، وتبقى الطبقة الداخلية غير مصبوغة حتى تصل إلى القزحية، حيث تأخذ الصباغ، وتنتهي شبكية العين في الحاشية المشرشرة.

### الإمداد العصبي

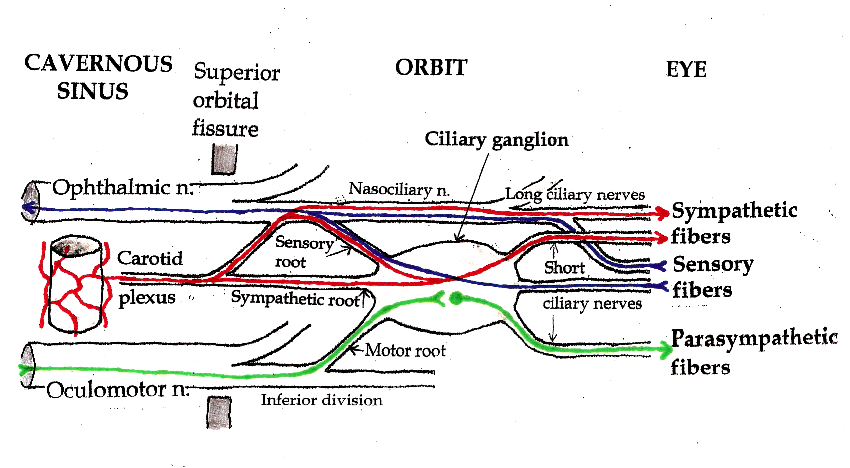
العقدة الهدبية مع الألياف اللاودية من الأعصاب الهدبية.

التعصيب اللاودي للجسم الهدبي هو الأكثر وضوحًا، حيث يتم نقل الإشارات اللاودية قبل المشبك التي تنشأ في نواة إيدنغر- ويستفال بواسطة العصب القحفي الثالث (العصب الحركي للعين) وتسافر عبر العقدة الهدبية، وتشكل ألياف ما بعد المشبك من العقدة الهدبية الأعصاب الهدبية القصيرة.
يسبب التنشيط اللاودي لمستقبلات M3 المسكارينية تقلص العضلات الهدبية، ويعمل الانكماش على تقليل قطر حلقة العضلات الهدبية. ويهيمن الجهاز اللاودي عند الحاجة إلى درجة أعلى من تكيف العدسة، مثل قراءة كتاب.
ومن المعروف أيضا أن الجسم الهدبي يتلقى أعصاب ودية عن طريق الأعصاب الهدبية الطويلة، وعندما ينظر الأفراد بذهول، تتكيف عيونهم تلقائيًا من أجل رؤية المسافة.

## الوظيفة
للجسم الهدبي ثلاث وظائف: تكيف العين، وإنتاج الخلط المائي والارتشاف، والحفاظ على ألياف زن المتصلة بالعدسة بغرض تثبيت العدسة في مكانها.

### تكيف العين
يعني تكيف العين أنه عندما تتقلص العضلة الهدبية، تصبح العدسة أكثر تحدبا، مما يحسن التركيز عمومًا على الأشياء الأقرب، ومع استرخاء العضلة تصبح العدسة مسطحة، مما يحسن التركيز عموما على الأجسام الأبعد.

### الخلط المائي
تُنتِج الظهارة الهدبية للنواتئ الهدبية الخلط المائي المسؤول عن توفير الأكسجين والمغذيات وإزالة النفايات الأيضية للعدسة والقرنية، الذين لا يحتوون على إمدادات الدم الخاصة بهم. ويتم إنتاج 80% من الخلط المائي من خلال آليات إفراز نشطة، و20% من خلال الترشيح الفائق للبلازما، ويؤثر ضغط العين على معدل الترشيح الفائق، ولكن لا يؤثر على الإفراز.

### نطيقة العدسة
تشكل ألياف زن مجتمعة الرباط المعلق للعدسة، مما يوفر اتصالات قوية بين العضلة الهدبية ومحفظة العدسة.

## الأهمية السريرية
الجلوكوما هي مجموعة من الاضطرابات العينية التي تتميز باعتلال الأعصاب المصاحب للضغط المرتفع داخل العين. ويعتمد ضغط العين على مستويات إنتاج وامتصاص الخلط المائي. ولأن الجسم الهدبي ينتج الخلط المائي، فهو الهدف الرئيسي للعديد من الأدوية ضد الجلوكوما، حيث يؤدي تثبيطه إلى خفض إنتاج الخلط المائي، ويتسبب في انخفاض لاحق في ضغط العين. وهناك 3 أنواع رئيسية من الأدوية التي تؤثر على الجسم الهدبي:
- حاصرات بيتا، وهي الطريقة الثانية الأكثر شيوعا لعلاج الجلوكوما، حيث تقلل من إنتاج الخلط المائي، وهي غير مكلفة نسبيا ومتاحة في شكل عام، وتيمولول، وليفوبونولول، وبيتاكسولول هي حاصرات بيتا شائعة موصوفة لعلاج الجلوكوما.

- تعمل منبهات ألفا الأدرينالية عن طريق تقليل إنتاج السوائل وزيادة الصرف، وعادة ما يصف بريمونيدين وأبراكلونيدين ناهضات ألفا لعلاج الجلوكوما. ويستخدم ألفاجان بي مادة حافظة يمكن تحملها بشكل أفضل في أولئك الذين لديهم حساسية من BAK في قطرات العين الأخرى.[4] وعلاوة على ذلك، قد تقلل ناهضات ألفا الأقل انتقائية مثل [الإبينفرين] من إنتاج الخلط المائي من خلال تضيق الأوعية الدموية للجسم الهدبي (فقط لمرض الجلوكوما ذي الزاوية المفتوحة).

- تقلل مثبطات الأنهيدراز الكربونية أيضا من إنتاج الخلط المائي، وهي متوفرة في شكل قطرات للعين (مثل: دورزولاميد) وحبوب (مثل: دياموكس)، قد يكون ذلك مفيدًا عند استخدام أكثر من نوع واحد من أدوية العين.

## روابط خارجية
- صور نسيجية: 08011loa — نظام تعلم علم الأنسجة في جامعة بوسطن
- أطلس تشريح جامعة ميشيغان eye_1 - "Sagittal Section Through the Eyeball"